# Leptoscarus vaigiensis
Leptoscarus vaigiensis – gatunek morskiej ryby z rodziny skarusowatych (papugoryby), jedyny przedstawiciel rodzaju Leptoscarus Swainson, 1839. Poławiana gospodarczo. Hodowana w akwariach morskich.

## Nazwysynonimiczne
- Cryptotomus crassiceps Bean, 1906

## Zasięg występowania
Tropikalne wody Oceanu Indyjskiego, Spokojnego i wschodniego Atlantyku, rafy koralowe.

## Opis
Osiąga do 35 cm długości. Roślinożerna.